# Valerij Bure
Valerij Vladimirovič Bure (in russo Валерий Владимирович Буре?; Mosca, 13 giugno 1974) è un ex hockeista su ghiaccio russo.

## Biografia
È figlio del nuotatore Vladimir Bure e fratello dell'hockeista su ghiaccio Pavel Bure. 
Nel 1991 si è trasferito negli Stati Uniti.
Nel corso della sua carriera ha giocato con CSKA Mosca (1990/91), Spokane Chiefs (1992-1994), Fredericton Canadiens (1994/95), Montreal Canadiens (1994-1998), Calgary Flames (1997-2001), Florida Panthers (2001-2003, 2003/04), St. Louis Blues (2002/03) e Dallas Stars (2003/04).
Con la rappresentativa nazionale russa ha conquistato una medaglia di bronzo ai Giochi olimpici invernali 2002 svoltisi a Salt Lake City ed una medaglia d'argento ai Giochi olimpici invernali 1998 di Nagano.
Nel 1996 si è sposato con l'attrice Candace Cameron. La coppia ha tre figli, nati tra il 1998 ed il 2002.